# Scheune Cappeler Altendeich 110
Die Scheune Cappeler Altendeich 110 in der niedersächsischen Gemeinde Wurster Nordseeküste, Ortsteil Cappel-Neufeld, im Landkreis Cuxhaven, stammt vom Ende des 19. Jahrhunderts.
Aktuell (2024) wird sie landwirtschaftlich genutzt.
Das Gebäude steht unter Denkmalschutz (siehe auch Liste der Baudenkmale in Wurster Nordseeküste).

## Beschreibung
Das eingeschossige giebelständige Gebäude in Backstein mit reetgedecktem Satteldach, im nordwestlichen Giebel mit dem rundbogigen Einfahrtstor und der regionaltypischen Holzverbretterung im oberen Giebeldreieck, im südöstlichen Giebel mit Walm und Uhlenloch im Stil des Niedersachsengiebels sowie den traufseitigen rund- und segmentbogigen Öffnungen, wurde um 1880/90 gebaut.
Auf der Hofanlage steht ein weiteres, nicht denkmalgeschütztes Gebäude.
Das Landesdenkmalamt befand u. a.: „… regionstypischen Scheunenbau der zweiten Hälfte des 19. Jahrhunderts … .“